# Statistiska centralbyrån
Statistiska centralbyrån (SCB), även Statistikmyndigheten SCB (internationellt: Statistics Sweden), är en svensk statlig förvaltningsmyndighet, som sorterar under Finansdepartementet och ansvarar för officiell statistik och för annan statlig statistik. Däribland ingår många för staten och andra aktörer centrala undersökningar som exempelvis siffrorna för Sveriges inflation, genom KPI, datan för arbetslöshet genom AKU:n, och BNP, som alla utgör centrala arbetsuppgifter för myndigheten.
SCB ska, på uppdrag av riksdagen, förse kunder med statistik av god kvalitet. Statistiken ska kunna användas som underlag för beslutsfattande, debatt och forskning. Det innebär att SCB ska:
- utveckla, framställa och kommunicera statistik
- medverka aktivt i det internationella statistiska samarbetet
- samordna och stödja det svenska systemet för officiell statistik, som omfattar ett tjugotal myndigheter med ansvar för officiell statistik inom sina fackområden.

En mycket omfattande del av SCB:s verksamhet är direkt påverkad av internationellt samarbete. Bland annat har Sveriges medlemskap i EU inneburit att en stor del av Sveriges officiella statistik regleras av EU:s organ Eurostat. 
Statistiska centralbyrån inrättades 1858 och avlöste då Tabellkommissionen som centralt statligt organ. Svensk statlig statistikproduktion går tillbaka till 1749, då arbetet med Tabellverket påbörjades.

## Statistiska centralbyråns undersökningar

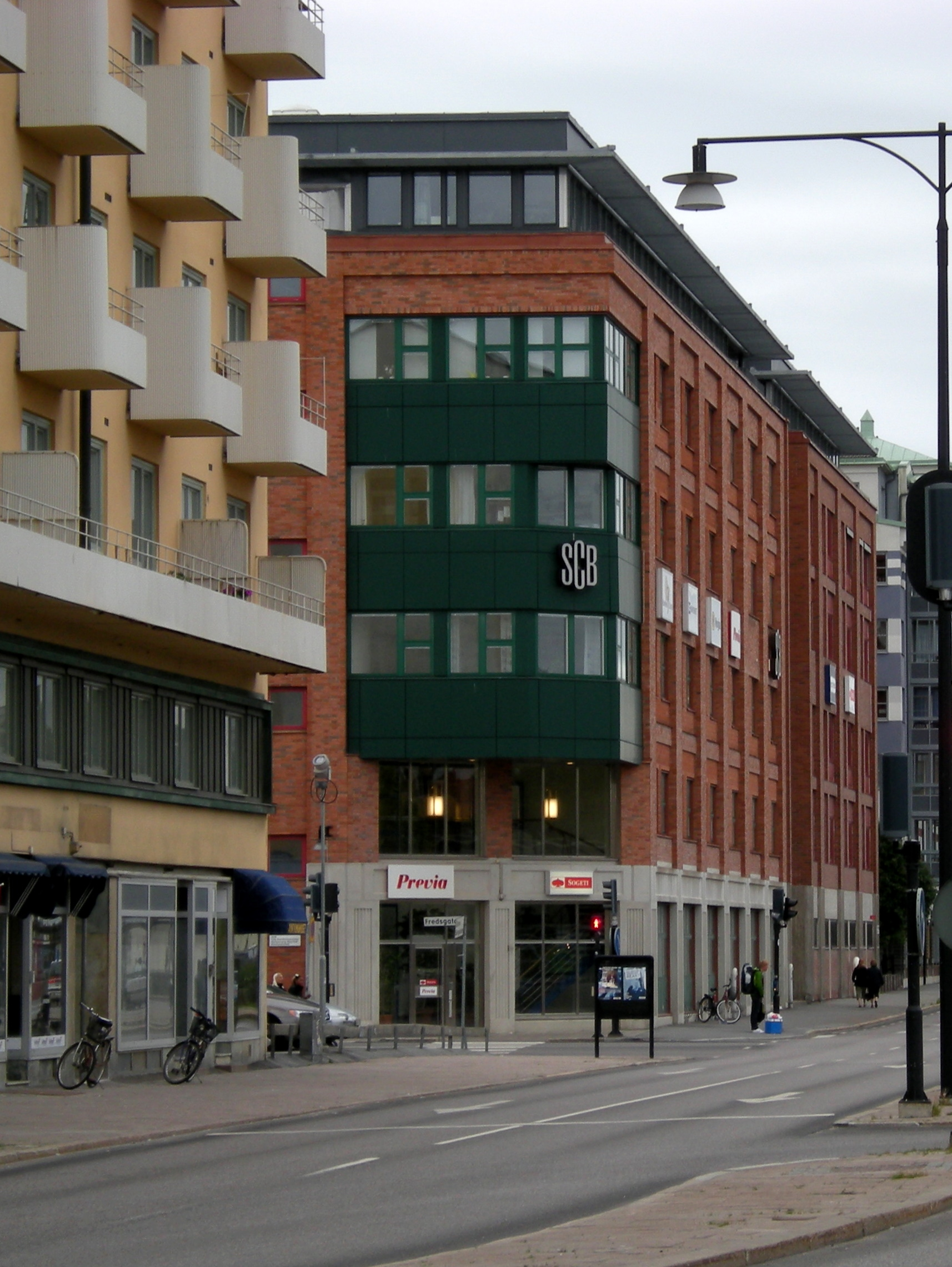
SCB-huset i Örebro.

Statistiska centralbyrån delar in undersökningar i tre olika kategorier; företagsundersökningar, individ- och hushållsundersökningar samt undersökningar för offentlig sektor. SCB:s undersökningar syftar till att ge statistik av god kvalitet, om det svenska samhällets nuläge och utveckling för beslutfattare, opinionsbildare samt forskare. Det är därför viktigt för SCB att de utvalda personerna i undersökningarna medverkar då det är en avgörande faktor för statistikens kvalitet. Uppgifter som lämnas till SCB är sekretesskyddade.

## Statistiska centralbyråns författningssamling
Statistiska centralbyråns författningssamling är uppdelad på föreskrifter om
- Konsumentprisindex
- Uppgiftslämnande
- Offentliggörande av officiell statistik[4]

## Historik
- 1686 års kyrkolag lade grunden för befolkningsstatistiken genom kyrkobokföringen.
- 1749 genomfördes Sveriges första folkräkning genom Tabellverket – varefter en samling statistiska tabeller kunde produceras. Initiativtagare till detta var Pehr Wilhelm Wargentin. Sverige är, jämte Finland[5] (eftersom det då var svenskt), det enda land som har sammanhängande uppgifter om sin befolkning så långt tillbaka i tiden.
- 1756 bildades myndigheten Tabellkommissionen och fick till uppgift att ansvara för att Tabellverket fungerade.
- 1858 Statistiska beredningen och centralbyrån bildas.
  - Tabellkommissionen ersattes av Statistiska beredningen som ett slags rådgivande och koordinerande organ för den officiella statistiken.
  - Kungliga Statistiska centralbyrån inrättades. Verksamheten dominerades till en början av befolkningsstatistik. Efter hand tillkom, till exempel jordbruksstatistik, kommunal finansstatistik, sparbanksstatistik, fattigvårdsstatistik.
- 1886 Statistiska beredningen ombildades till Statistiska tabellkommissionen, som verkade till 1948, då den formellt upplöstes.
- 1962 Centraliseringen påbörjas av den statliga statistiken till SCB.
- 1965 fick SCB en styrelse och ett Vetenskapligt råd.
- 1967 Delar av SCB:s verksamhet flyttade från Stockholm till Örebro. Den officiella invigningen av SCB i Örebro ägde rum 1969. SCB flyttade in i nya kontorslokaler i SCB-huset i Örebro 1976 och 1993 hade all Örebrobaserad personal flyttats till byggnaden.[6]
- 1994 Ansvaret för delar av den officiella statistiken överfördes till andra statliga myndigheter.
- 2002 För att stärka samordningen av den svenska officiella statistiken inrättades Rådet för den officiella statistiken vid SCB.
- 2023 kommer Örebrokontoret lämna SCB-huset och flytta till nya lokaler i annan del av Örebro[7], ungefär där Örebro kexfabrik en gång låg.[8]

## Verksamhet

### Ämnesområden
Statistiska centralbyrån framställer statistik inom flera olika ämnesområden:

- Arbetsmarknad[9]
- Befolkning[10]
- Boende, byggande och bebyggelse[11]
- Demokrati[12]
- Energi[13]
- Finansmarknad[14]
- Handel med varor och tjänster[15]
- Hushållens ekonomi[16]
- Hälso- och sjukvård[17]
- Jord- och skogsbruk, fiske[18]
- Kultur och fritid[19]
- Levnadsförhållanden[20]
- Lönestatistik[21]
- Miljö[22]
- Nationalräkenskaper[23]
- Näringsverksamhet[24]
- Offentlig ekonomi[25]
- Priser och konsumtion[26]
- Rättsväsende[27]
- Socialförsäkring m.m.[28]
- Socialtjänst m.m.[29]
- Transporter och kommunikationer[30]
- Utbildning och forskning[31]

### Tillgång till statistiken
Statistiska centralbyrån håller statistiken tillgänglig för allmänheten via SCB:s webbplats. På webbplatsen finns statistiken tillgänglig gratis via Statistikdatabasen, publikationer, artiklar, pressmeddelanden och digitaliserad historisk statistik. Statistiska centralbyrån tar även fram statistik på uppdrag åt kunder. Statistiska centralbyrån arbetar med öppna data. Ett API finns tillgängligt för hela Statistikdatabasen.

### Statistikservice
Statistikservice är en tjänst från SCB som bland annat kan hjälpa med att hitta rätt i Statistikdatabasen, tolka statistik eller ta fram indextal. Statistikservice kan nås via e-mail eller telefon.

## Chefer för Statistiska centralbyrån

### Generaldirektörer
- 1961–1978: Ingvar Ohlsson
- 1979–1983: Lennart Nilsson
- 1983–1992: Sten Johansson
- 1993–1999: Jan Carling
- 1999–2005: Svante Öberg
- 2006–2008: Kjell Jansson
- 2008–2009: Mats Wadman (vikarierande)
- 2009–2017: Stefan Lundgren
- 2017: Helen Stoye (vikarierande)
- 2017–2025: Joakim Stymne
- 2025–: Eva-Lo Ighe

### Biträdande generaldirektörer
- 2013–2014: Anna Heinstedt (vikarierande)
- 2014–2022: Helen Stoye
- 2023-: Magnus Sjöström

### Överdirektörer
- 1858–1879: Fredrik Theodor Berg (titulerad "föreståndare")
- 1880–1901: Pehr Elis Sidenbladh
- 1901–1905: Karl Isak Sidenbladh
- 1905–1926: Ludvig Widell
- 1926–1932: Rickard Sandler
- 1932–1935: Hugo Burström (tillförordnad)
- 1935–1949: Ernst Höijer (tillförordnad 1935–1940)
- 1950–1957: Karin Kock
- 1958–1961: Ingvar Ohlsson
- 1965–1987: Lennart Fastbom
- 1988–2000: Gösta Guteland
- 2000–2006: Hans Lindblom
- 2007–2013: Mats Wadman